# Hanna Lewicka
Hanna Lewicka – polska architektka.

## Życiorys
Ukończyła studia inżynierskie (1953) i magisterskie (1962) na Wydziale Architektury Politechniki Warszawskiej. Przez 37 lat pracowała w Biurze Projektów Budownictwa Ogólnego. Zaprojektowała m.in. domy mieszkalne przy ul. Krochmalnej i przy ul. Emilii Plater (m.in. współautorka Osiedla Mariańska zrealizowanym w latach 1961-1967). We współpracy z Marianem Kuźniarem opracowała projekty m.in.: przejść granicznych w Olszynie, Cieszynie i Medyce, biurowców Stankoimport przy Trasie Łazienkowskiej i Avtoexport przy ul. Połczyńskiej w Warszawie.